# Światowy Dzień AIDS
Światowy Dzień AIDS lub Światowy Dzień Walki z AIDS (ang. World AIDS Day) – święto obchodzone corocznie 1 grudnia z inicjatywy Światowej Organizacji Zdrowia (WHO) od 1988 roku. Zgromadzenie Ogólne ONZ wyraziło swoją troskę w związku ze skalą pandemii, podkreślając znaczenie obchodów tego dnia w swojej rezolucji 43/15 z 1988 roku.
W tym dniu na całym świecie, w tym i Polski, odbywają się m.in. konferencje, happeningi oraz akcje edukacyjne dotyczące profilaktyki HIV/AIDS. Krajowe Centrum ds. AIDS (Polska) w ramach Światowego Dnia Walki z AIDS od 2001 roku prowadzi kampanie multimedialne. Hasła tych kampanii znajdują się w tabeli poniżej.
Do akcji włączyły się również liczne media. W wielu telewizjach nadawany jest tzw. „Staying Alive” – zbiór reportaży o tematyce HIV/AIDS mających na celu uświadomienie zagrożenia i wszczepienie słuchaczom intuicji ostrożności. Zapalane są również znicze i świece symbolizujące pamięć o ofiarach HIV/AIDS. Uczestnicy na znak solidarności z chorymi przywdziewają Czerwoną wstążkę.
| 1988 | Na świecie: Dołącz do Światowej Pomocy |
| 1989 | Na świecie: Nasze Życia, Nasz Świat – Zadbajmy o siebie wzajemnie                                                                            |
| 1990 | Na świecie: Kobiety i AIDS |
| 1991 | Na świecie: Dzieląc Wyzwania |
| 1992 | Na świecie: Społeczność Zaangażowania |
| 1993 | Na świecie: Czas do Działania |
| 1994 | Na świecie: AIDS i Rodzina |
| 1995 | Na świecie: Dzielenie Praw, Dzielenie Odpowiedzialności                                                                                      |
| 1996 | Na świecie: Jeden Świat. Jedna Nadzieja |
| 1997 | Na świecie: Dzieci żyjące w świecie AIDS |
| 1998 | Na świecie: Siła Zmian |
| 1999 | Na świecie: Słuchaj, Ucz, Żyj! |
| 2000 | Na świecie: Mężczyzna robi różnicę |
| 2001 | Na świecie: Poza Wzrokiem... Poza Umysłem W Polsce: Nie daj szansy AIDS! Bądź odpowiedzialna.                                                |
| 2002 | Na świecie: 54321 W Polsce: HIV nie wybiera. Ty możesz.                                                                                      |
| 2003 | Na świecie: Stigma and Discrimination W Polsce: Porozmawiaj o AIDS. Przeszłość bywa groźna.                                                  |
| 2004 | Na świecie: Kobiety, Dziewczęta, HIV i AIDS W Polsce: Test na HIV – Jedyny sposób by być pewnym                                              |
| 2005 | Na świecie: Stop AIDS. Dotrzymaj Obietnicy W Polsce: ABC zapobiegania AIDS                                                                   |
| 2006 | Na świecie: Stop AIDS. Dotrzymaj Obietnicy – odpowiedzialność W Polsce: Rodzina razem przeciw AIDS                                           |
| 2007 | Na świecie: HIV – Let’s get talking W Polsce: W życiu jak w tańcu, każdy krok ma znaczenie / Daj szansę swojemu dziecku, nie daj szansy AIDS |
| 2008 | Na świecie: Prowadź-Umocnij-Udostępnij W Polsce: Wróć bez HIV                                                                                |
| 2009 | Na świecie: Powszechny dostęp i prawa człowieka W Polsce: Daj szansę swojemu dziecku, nie daj szansy AIDS                                    |

## Dzień pamięci
Z inicjatywy międzynarodowej organizacji (ang.) International AIDS Candlelight Memorial organizowany jest w 3. niedzielę maja Światowy Dzień Pamięci o Zmarłych na AIDS. Pierwsze obchody odbyły się w 1984 roku.